# Basilique Notre-Dame-du-Roncier de Josselin
Pour les articles homonymes, voir Basilique Notre-Dame et Notre-Dame.
La basilique Notre-Dame-du-Roncier de Josselin est une basilique mineure de l'Église catholique romaine située à Josselin dans le Morbihan, en Bretagne (France). Elle est également église paroissiale.

## Situation
Elle est située à l'angle de la rue Olivier-de-Clisson et place Notre-Dame à Josselin. Entrée du clocher par la place Alain-de-Rohan (clocher accessible de 10 h à 18 h durant la saison estivale et pendant les journées du patrimoine).

## Histoire
L'église est reconstruite à la fin du XIIe siècle après la destruction de la ville, en 1168, par le roi d'Angleterre Henri II. Seul le chœur laisse apparaître des vestiges de cet édifice au XXIe siècle. Le voûtement du faux transept et l'agrandissement du chœur sont effectués au siècle suivant. Le chevalier et connétable Olivier V de Clisson et sa seconde épouse Marguerite de Rohan font transformer l'absidiole sud en oratoire et chapelle privée à la fin du XIVe siècle. La nef et le bas-côté sud sont construits entre 1461 et 1470 par le seigneur Jean II de Rohan, alors que le bas-côté nord est achevé en 1491, époque à laquelle une tour carrée est érigée au centre du bas-côté nord. Cette tour contient une chambre forte. En 1705 le haut de la tour s'écroule. À l'occasion des travaux de réparation, un clocher est placé au sommet entre 1731 et 1734.
En avril 1891, le pape Léon XIII lui octroie le titre de basilique mineure.
À partir de 1855 jusqu'à 1900, d'importants travaux sont entrepris. La chapelle nord est aménagée. La chapelle sud, dédiée à sainte Marguerite d'Antioche, est transformée en 1890 par l'architecte blésois A. Lafargue. Celui-ci est également l'auteur de l'autel et des bancs. Alors que l'église est élevée au rang de basilique mineure en 1891, la voûte du chœur, tombée en ruine, est remplacée par une fausse voûte en plâtre. Les architectes nantais Émile Libaudière et René Ménard conçoivent en 1898 et 1900 les plans d'une nouvelle tour et de la sacristie. L'ancienne tour et son clocher sont détruits en 1923. La flèche est érigée en 1949, selon le projet initial de René Ménard, après une mise à jour du projet avec un autre architecte, Maurice Ferré. 
Le clocher contient cinq cloches de volée lancé-franc, dont trois, fixées dans la flèche, sonnent les heures. Une est inutilisable par absence de moteur de volée :[réf. souhaitée]
1. Le Bourdon, Marie-Joseph, 5000 kg, sol#2, Cornille-Havard 1925 ;
2. do #3, poids inconnu, Cornille-Havard 1925 ;
3. mi b3, poids inconnu, Fonderie Flubert de Ploërmel ;
4. fa 3, poids inconnu, Cornille-Havard 1925 ;
5. la b3, poids inconnu, Cornille-Havard 1925 ;
6. poids inconnu, la b4 (?) (cloche inutilisable).

La clôture du chœur et les deux piscines du XVe siècle sont inscrites au titre des monuments historiques par arrêté du 23 mai 1927. La basilique, en totalité, est inscrite monument historique par arrêté du 8 décembre 1929, puis classée par arrêté du 22 juin 2020.

## Légendes
La légende de la fondation de Notre-Dame du Roncier veut qu'en 808, un paysan ait trouvé une statue de la Vierge Marie dans un buisson de ronces en travaillant au bord de l'Oust. Il tenta de la ramener chez lui, mais la statue ne cessait de disparaître pour réapparaître dans son roncier. Il décida de bâtir une chapelle et, au fil du temps, d'autres personnes vinrent s'installer dans ce qui devint la cité de Josselin. Le faucillon que le paysan utilisa aurait été suspendu dans la chapelle et n'aurait jamais subi l'usure du temps. Les ronces poussant sur le pignon n'auraient jamais pu être arrachées. Des révolutionnaires auraient tenté de brûler la statue originelle, mais un fragment en fut tiré des flammes et placé dans un reliquaire.

## Miracles
De nombreux miracles sont attribués à cette basilique, notamment la guérison d'aveugles et de paralytiques. La guérison des « aboyeuses de Josselin » lors du pardon est également attribuée à Notre-Dame du Roncier.

## Architecture et œuvres

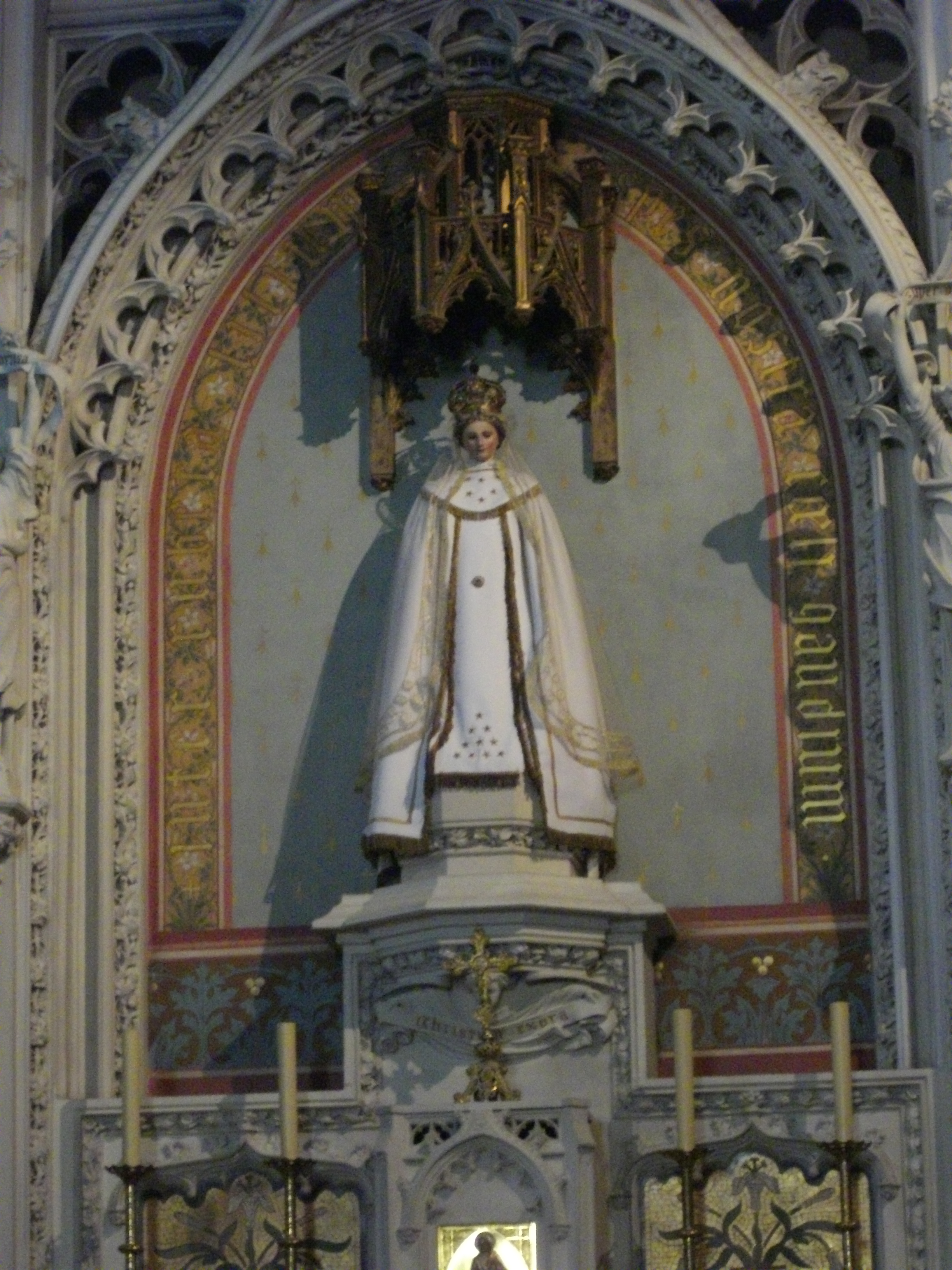
La statue de Notre-Dame du Roncier.

Le mobilier ancien conservé dans la basilique est remarquable. Le décor du porche sud est repris au XVIe siècle et exprime des influences de la Renaissance, qui ont été vraisemblablement copiées sur le porche ouest de la basilique de Guingamp.

## Vie de la paroisse
Le pardon de Notre-Dame du Roncier, également connu sous le nom de pardon des aboyeuses de Josselin, se tient dans cette basilique. Depuis 1728 et jusque dans les années 1950, il arrivait que la procession soit accompagnée de véritables aboiements. Désormais, la procession se compose d'un porteur de canne ferrée et de hallebarde, des porteurs de Croix, des paroissiens portant les bannières des patrons locaux, et se termine avec la présence du duc et de la duchesse de Rohan, accompagnés de l'évêque de Vannes, des prêtres et des élus.
Une danse macabre avait lieu dans la chapelle nord jusqu'au milieu du XIXe siècle.